# خاطرات فردا (آلبوم)
خاطرات فردا یک آلبوم موسیقی بی‌کلام، اثر آهنگساز و موسیقی‌دان ایرانی، احمد پژمان است. این اثر در زمستان ۱۳۸۱ توسط نشر موسیقی هرمس منتشر شد.

## دست‌اندرکاران
- آهنگساز: احمد پژمان
- کمانچه: شروین مهاجر
- نی: امیر اسلامی
- هم‌آوا: غزل بانکی
- گیتار: بهزاد میرخانی
- ویُلنسل: آیدین احمدی‌نژاد
- سینتی سایزر و جلوه‌های صوتی: احمد پژمان
- مدیر تولید: رامین صدیقی
- طرح، اجرا و عکس: علی بوستان
- چاپ: هوتن امین‌اللهی

## یادداشت آهنگساز
احمد پژمان در توضیحات این آلبوم نوشته‌است: «خاطرات فردا بیان‌گر تصویری غمناک از زندگی پیچیدهٔ معاصر و مناسبت‌های آن است. با تکیه بر این مضمون و به منظور بیان دوگانگی‌های زندگی معاصر، تلاش کردم تا علاوه بر حفظ خط ملودیک کار (که در جای جای مجموعه ظاهر می‌شود) تقابل خوب و بد، زشت و زیبا و عشق و تنفر و تمامی عناصری که هر روز با یکدیگر برخورد می‌کنند را با تغییرات ناگهانی موسیقی ایجاد کنم. همیشه سعی داشتم تا آنجا که امکان‌پذیر باشد، فضای موسیقی خود را با سازهای ایرانی تزئین کنم. کمانچه و نی در این اثر نقش محوری دارند و صدای آواز نیز بیشتر در نقش یک ساز در کنار آن‌ها ظاهر می‌شود. حضور دف و تمبک با افکت‌های گیج‌کننده خود، در بیان سرگشتگی سوژهٔ داستان نقش مهمی را ایفا می‌کنند. این مجموعه بیشتر تحت تأثیر فضای فیلم‌های اخیری که آهنگسازی آن‌ها را بر عهده داشتم (خانه‌ای روی آب، بوی کافور عطر یاس به کارگردانی بهمن فرمان‌آرا و سفر به فردا به کارگردانی محمدحسین حقیقی) نوشته شده‌است.»

## قطعات
| ردیف | نام قطعه           | زمان |
| ---- | ------------------ | ---- |
| ۱    | سپیده‌دم            | ۶:۵۶ |
| ۲    | التهاب             | ۲:۳۱ |
| ۳    | خاطرات             | ۲:۴۴ |
| ۴    | در خانه کسی نیست   | ۲:۵۵ |
| ۵    | در جستجوی …        | ۷:۲۵ |
| ۶    | درمانده            | ۲:۴۷ |
| ۷    | خاطره              | ۱:۵۵ |
| ۸    | رویارویی           | ۲:۱۳ |
| ۹    | پشیمانی            | ۲:۱۲ |
| ۱۰   | و زندگی ادامه دارد | ۲:۵۸ |
| ۱۱   | از نو باید         | ۷:۱۴ |
| ۱۲   | فردا               | ۵:۰۶ |